# Ambassade de France en Guinée équatoriale
L'ambassade de France en Guinée équatoriale est la représentation diplomatique de la République française auprès de la république de Guinée équatoriale. Elle est située à Malabo, la capitale du pays, et son ambassadeur est, depuis 2022, Laurent Polonceaux.

## Ambassade
L'ambassade est située sur la route de l'aéroport à Malabo, sur l'île de Bioko. Elle accueille aussi le consulat général de France.

## Ambassadeurs de France en Guinée équatoriale
| De   | À    | Ambassadeur               |
| ---- | ---- | ------------------------- |
| 1969 | 1972 | Henri Bernard             |
| 1972 | 1976 | Didier Raguenet           |
| 1976 | 1978 | Jacques Fournier          |
| 1978 | 1981 | M. Cornet                 |
| 1981 | 1982 | Claude Soubeste           |
| 1982 | 1985 | Pierre Cornée             |
| 1985 | 1989 | Marcel Causse             |
| 1989 | 1994 | Jacques Gazon             |
| 1994 | 1998 | Gérard Brunet de Courssou |
| 1998 | 2004 | François Breton           |
| 2004 | 2008 | Henri Deniaud             |
| 2008 | 2011 | Guy Serieys               |
| 2011 | 2015 | François Barateau         |
| 2015 | 2016 | Christian Bader           |
| 2016 | 2019 | Fred Constant             |
| 2019 | 2022 | Olivier Brochenin         |
| 2022 | auj. | Laurent Polonceaux        |

## Consulats
Outre le consulat général de Malabo (île de Bioko), il existe un consul honoraire basé à Bata, sur la partie continentale de la Guinée équatoriale.

### Communauté française
Au 31 décembre 2016, 398 Français sont inscrits sur les registres consulaires en Guinée équatoriale.
| 2001 | 2002 | 2003 | 2004 |
| ---- | ---- | ---- | ---- |
| 217  | 216  | 225  | 284  |

| 2005 | 2006 | 2007 | 2008 |
| ---- | ---- | ---- | ---- |
| 268  | 330  | 398  | 418  |

| 2009 | 2010 | 2011 | 2012 |
| ---- | ---- | ---- | ---- |
| 457  | 566  | 684  | 620  |

| 2013 | 2014 | 2015 | 2016 |
| ---- | ---- | ---- | ---- |
| 707  | 587  | 515  | 398  |

### Circonscriptions électorales
Depuis la loi du 22 juillet 2013 réformant la représentation des Français établis hors de France avec la mise en place de conseils consulaires au sein des missions diplomatiques, les ressortissants français d'une circonscription recouvrant le Cameroun et la Guinée équatoriale élisent pour six ans trois conseillers consulaires. Ces derniers ont trois rôles :
1. ils sont des élus de proximité pour les Français de l'étranger ;
2. ils appartiennent à l'une des quinze circonscriptions qui élisent en leur sein les membres de l'Assemblée des Français de l'étranger ;
3. ils intègrent le collège électoral qui élit les sénateurs représentant les Français établis hors de France.

Pour l'élection à l'Assemblée des Français de l'étranger, la Guinée équatoriale appartenait jusqu'en 2014 à la circonscription électorale de Libreville, comprenant aussi la Guinée équatoriale et Sao Tomé-et-Principe, et désignant trois sièges. La Guinée équatoriale appartient désormais à la circonscription électorale « Afrique centrale, australe et orientale » dont le chef-lieu est Libreville et qui désigne cinq de ses 37 conseillers consulaires pour siéger parmi les 90 membres de l'Assemblée des Français de l'étranger.
Pour l'élection des députés des Français de l’étranger, la Guinée équatoriale dépend de la 10e circonscription.